# Agnes Repplier

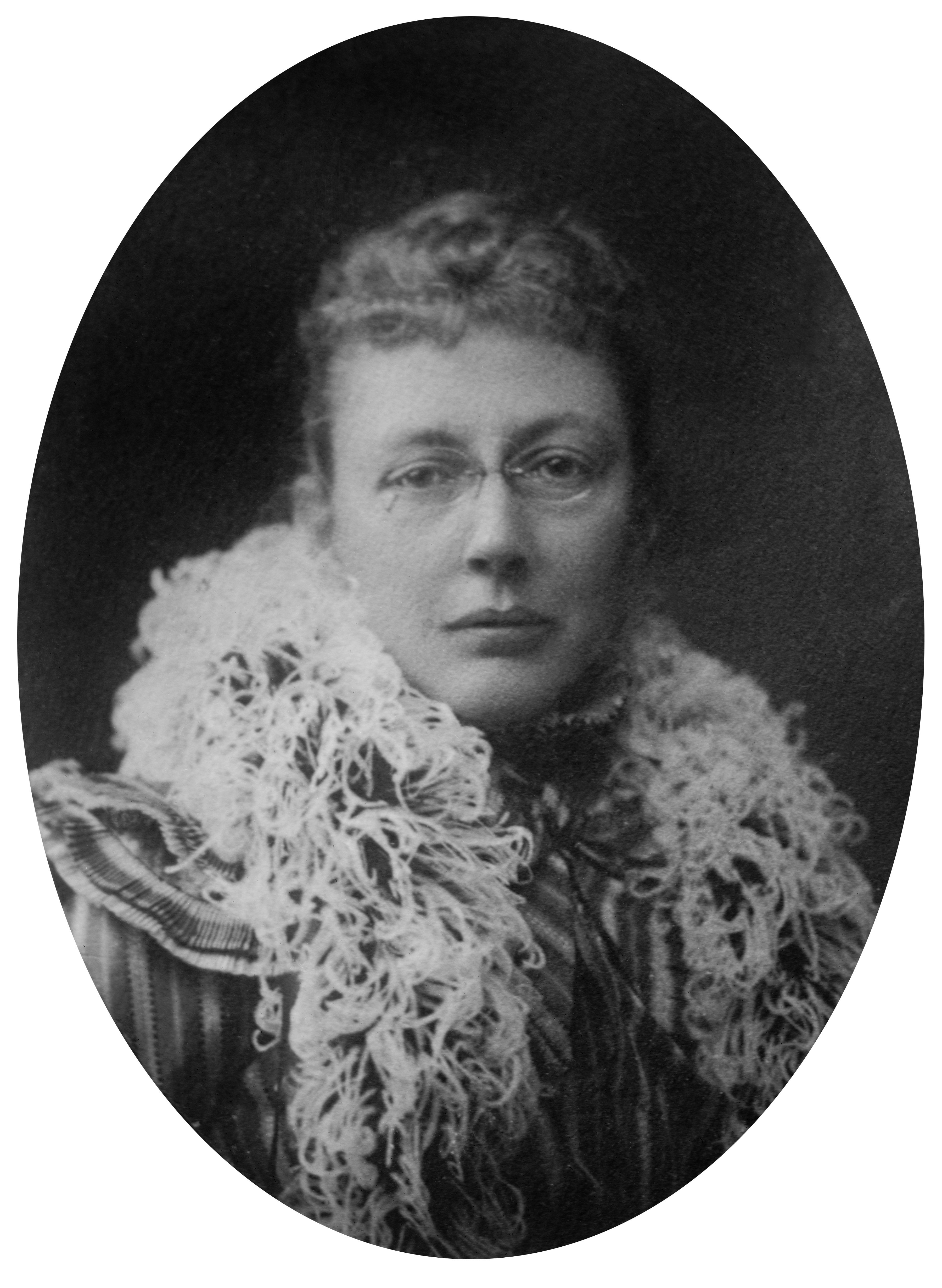
Agnes Repplier

Agnes Repplier (Filadelfia, 1 de abril de 1855 - 15 de diciembre de 1950) fue una ensayista estadounidense.

## Biografía
Repplier nació en Filadelfia en 1855. Era hija de John George Repplier (de origen alsaciano) y su segunda esposa, Agnes Mathias (de ascendencia alemana). Tenía una memoria fenomenal y de niña podía recordar largos poemas que su madre le recitaba en alta voz. Estudió en colegios católicos como el del Convento del Sagrado Corazón en Filadelfia. Se dice que Repplier fue expulsada de dos escuelas por "conducta independiente" y fue analfabeta hasta los diez años. A pesar de esto, se convirtió en una de las principales representantes del ensayo discursivo en los Estados Unidos, demostrando la amplitud de sus conocimientos con citas textuales apropiadas. Sus ensayos contienen críticas literarias y comentarios sobre la vida contemporánea. Estas características ya eran evidentes en su primer artículo con el que contribuyó en el Atlantic Monthly (abril de 1886), titulado "Los niños: en el pasado y el presente."
Las primeras publicaciones de Repplier a nivel nacional en los Estados Unidos aparecieron en 1881 en el Catholic World. Aunque escribió varias biografías y algunas obras de ficción al principio de su carrera, decidió concentrarse en los ensayos y por 50 años fue una escritora reconocida en su país. Algunas universidades como la Universidad de Pensilvania (1902), la Universidad de Notre Dame (1911), la Universidad de Yale (1925), y la Universidad de Columbia  (1927) le confirieron grados honorarios.
Repplier era una fumadora crónica.  Era también una católica devota, y evaluaba los asuntos de su época desde una perspectiva conservadora. Fue defensora del feminismo y se opuso a la neutralidad estadounidense durante la Primera Guerra Mundial, aunque opuesta a los radicales y militantes.  
La escritora vivió y murió en Filadelfia, pero también residió en varias ocasiones en Europa.